# Lommagölen (Hults socken, Småland)
Lommagölen är en sjö i Eksjö kommun i Småland och ingår i Emåns huvudavrinningsområde.